# Salpichroa gayi
Salpichroa gayi är en potatisväxtart som beskrevs av Raymond Benoist. Salpichroa gayi ingår i släktet Salpichroa och familjen potatisväxter. Inga underarter finns listade i Catalogue of Life.